# Consejería de Igualdad, Políticas Sociales y Conciliación de la Junta de Andalucía
La Consejería de Igualdad, Políticas Sociales y Conciliación fue el departamento de la Junta de Andalucía encargado de las competencias autonómicas en materia de igualdad, violencia de género, tercera edad, discapacitados, integración social, prestaciones no contributivas y asistencia social. Recibe este nombre desde el inicio de la XI legislatura (2019-2023).
Su actual consejera y máxima responsable es Rocío Ruiz Domínguez, y tiene su sede en la avenida de Hytasa, nº14, ciudad de Sevilla.

## Histórico
En el año 2004 Micaela Navarro, hasta entonces Secretaria de Igualdad de la Junta de Andalucía asumió una nueva Consejería para la Igualdad y Bienestar Social (2004-2012) creada para reforzar el compromiso en igualdad. Además de igualdad asumió las competencias autonómicas en materia de servicios sociales. En el año 2012 se crea la Consejería de Presidencia e Igualdad con Susana Díaz al frente (2012-2013). 
En 2013 se produce una nueva distribución de competencias con la creación de la Consejería de Igualdad, Salud y Políticas Sociales (2013-2015) al frente de la cual se sitúa a María José Sánchez Rubio asumiendo las competencias de igualdad además de salud y bienestar social que de 2004 a 2013 estaban recogidas en la Consejería de Salud y Bienestar Social liderada por la consejera María Jesús Montero. En 2019, con la entrada en el gobierno de Juanma Moreno, se crea la actual Consejería de Igualdad, Políticas Sociales y Conciliación nombrando como consejera a Rocío Ruiz Domínguez.

## Entes adscritos a la consejería
- Instituto Andaluz de la Mujer
- Instituto Andaluz de la Juventud
- Empresa Pública Andaluza de Gestión de Instalaciones y Turismo Juvenil ( Inturjoven S.A.)
- Agencia de Servicios Sociales y Dependencia de Andalucía
- Agencia Andaluza de Cooperación Internacional para el Desarrollo